# إليزابيث تشو ريختر
إليزابيث تشو ريختر (بالإنجليزية: Elizabeth Chu Richter)‏ هي مهندسة معمارية أمريكية، ولدت في 1949 في نانجينغ في الصين.

## وصلات خارجية
- الموقع الرسمي